# Arco del Reloj

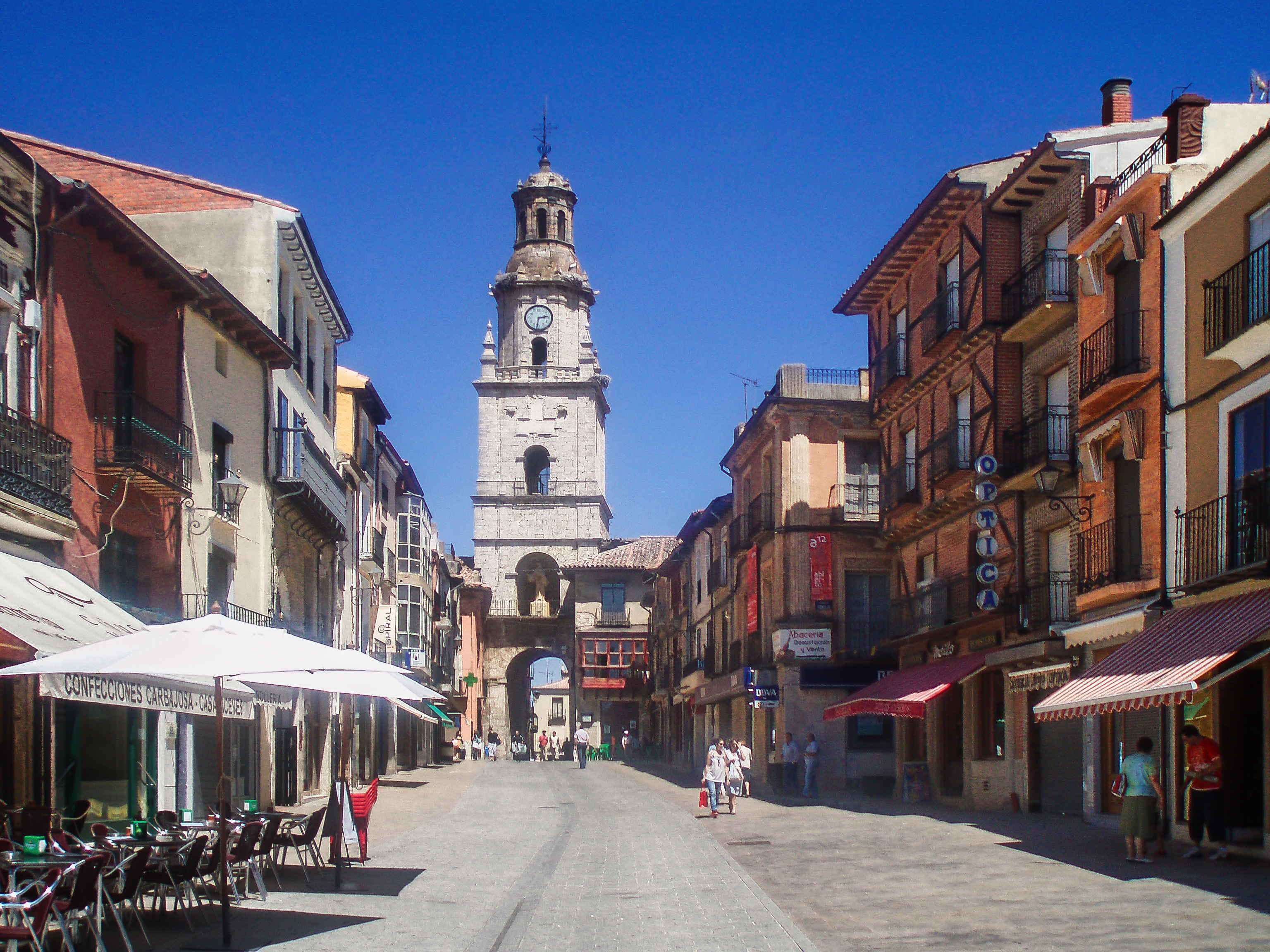
Vista de la Torre del Reloj desde la Plaza Mayor de Toro.

El Arco del Reloj (denominada también Torre del Reloj)  es una torre ubicada en el recinto amurallado de Toro (Zamora). Fue comenzada a edificar en 1719 durante el reinado de Felipe V, siendo terminada diecinueve años más tarde. El diseño se atribuye a Joaquín Churriguera. Se encuentra ubicada sobre la antigua puerta del Mercado (del siglo XV) que cercaba el primer recinto amurallado de la ciudad de Toro. Su altura permite que sea divisada desde cualquier punto de la ciudad.

## Características
Se encuentra construida por fábrica de sillería y de planta cuadrada. Edificada en cuatro cuerpos y de aspecto esbelto, estando en el segundo el reloj mecánico que le da nombre. Se encuentra ubicada sobre una de las antiguas puertas de la ciudad. Se encuentra una de las capillas de veneración a la Virgen de las Nieves que fue trasladada a la iglesia del Santo Sepulcro y substituida por una escultura del Sagrado Corazón de Jesús. En sus inicios se celebraba misa en ese lugar. Desde este arco se inicia una de las travesías más largas de la ciudad.
Dice una leyenda que en la argamasa para su construcción se utilizó vino en vez de agua, por la gran cantidad que se producía y por ser más económico que subir el agua del río Duero.